# Brottsling gör revolt
Brottsling gör revolt är en amerikansk film från 1946 i regi av Jean Negulesco. Den bygger på en bok av W.R. Burnett som också skrev filmmanuset.

## Handling
Nick Blake, nyss hemkommen från militärtjänstgöring, övertygas av de två svindlarna Pop Gruber och Doc Ganson att hjälpa dem skinna den rika änkan Gladys Halvorsen, men Nick blir istället förälskad i henne på riktigt.

## Rollista
- John Garfield - Nick Blake
- Geraldine Fitzgerald - Gladys Halvorsen
- Walter Brennan - Pop Gruber
- Faye Emerson - Toni Blackburn
- George Coulouris - Doc Ganson
- George Tobias - Al Doyle
- Robert Shayne - Chet King
- Richard Gaines - Charles Manning
- Richard Erdman - uppassare
- James Flavin - Shake Thomas
- Ralph Peters - Windy Mather